# Hasonlóság (mátrixok)
Két {\displaystyle n\times n} mátrix {\displaystyle A} és {\displaystyle B} akkor hasonló, ha létezik egy invertálható {\displaystyle n\times n} mátrix {\displaystyle P}, ami teljesíti a következő egyenletet:
{\displaystyle B=P^{-1}AP}.
A {\displaystyle P} mátrixot bázistranszformáció mátrixnak szokták nevezni, mivel hasonló mátrixok ugyanazt a lineáris leképzést reprezentálják, csak különböző bázishoz viszonyítva.
A hasonlóságot helyenként {\displaystyle A\cong B} vagy {\displaystyle A\sim B} módon jelölik.

## Tulajdonságok
A hasonlóság egy ekvivalenciareláció:
- Reflexív: minden mátrix saját magához hasonló {\displaystyle A\cong A}. 
Bizonyítás: {\displaystyle A=I_{n}^{-1}AI_{n}}, ahol {\displaystyle I_{n}} az egységmátrixot jelöli.
- Szimmetrikus: ha {\displaystyle A\cong B}, akkor {\displaystyle B\cong A}. 
Bizonyítás: {\displaystyle B=P^{-1}AP\rightarrow PB=AP\rightarrow PBP^{-1}=A}
- Tranzitív: ha {\displaystyle A\cong B} és {\displaystyle B\cong C} akkor {\displaystyle A\cong C}. 
Bizonyítás: {\displaystyle B} kifejezhető mint {\displaystyle B=P_{1}^{-1}AP_{1}} és {\displaystyle C} mit {\displaystyle C=P_{2}^{-1}BP_{2}}. {\displaystyle C} újraírható mint {\displaystyle C=P_{2}^{-1}P_{1}^{-1}AP_{1}P_{2}}. Bázistranszformáció mátrix ebben az esetben {\displaystyle P=P_{1}P_{2}}.

Ha két mátrix {\displaystyle A}, {\displaystyle B} hasonló {\displaystyle A\cong B}, akkor
- A rangok azonosak: {\displaystyle \mathrm {rang} A=\mathrm {rang} B}. 
Bizonyítás: a kifejezés {\displaystyle B=P^{-1}AP} átírható mint {\displaystyle PB=AP}. Mivel  {\displaystyle P} invertálható, ezért a rangja {\displaystyle n}.

{\displaystyle {\begin{aligned}\mathrm {rang} (PB)&=\mathrm {rang} (AP)\\\mathrm {rang} B&=\mathrm {rang} A\end{aligned}}}
- A determinánsok azonosak: {\displaystyle \det A=\det B}. 
Bizonyítás:

{\displaystyle {\begin{aligned}\det B&=\det(P^{-1}AP)\\&=\det P^{-1}\det A\det P=(\det P)^{-1}\det A\det P\\&=\det A\end{aligned}}}
- A nyomok azonosak: {\displaystyle \mathrm {tr} A=\mathrm {tr} B}. 
Bizonyítás:

{\displaystyle {\begin{aligned}\mathrm {tr} B&=\mathrm {tr} (P^{-1}AP)\\&=\mathrm {tr} (PP^{-1}A)=\mathrm {tr} (I_{n}A){\text{  (A nyomok ciklikus tulajdonsága)}}\\&=\mathrm {tr} A\end{aligned}}}
- A karakterisztikus polinomok azonosak: {\displaystyle p_{A}(t)=p_{B}(t)}. 
Bizonyítás:

{\displaystyle {\begin{aligned}p_{B}(t)&=\det(tI_{n}-B)\\&=\det(P^{-1}tI_{n}P-P^{-1}AP)\\&=\det(P^{-1}(tI_{n}-A)P)\\&=\det P^{-1}\det(tI_{n}-A)\det P=(\det P)^{-1}\det(tI_{n}-A)\det P\\&=\det(tI_{n}-A)=p_{A}(t)\end{aligned}}}
- Sajátértékek és a hozzátartozó algebrai multiplicitások azonosak. Bizonyítás: mivel karakterisztikus polinomok azonosak, ezért a karakterisztikus egyenleteknek is azonosnak kell lenniük. Ebből következtethető, hogy a sajátértékek is azonosak.
- Jordan-féle normálformák azonosak.

## Példa
A két {\displaystyle 2\times 2} mátrix {\displaystyle A={\begin{bmatrix}2&3\\0&4\end{bmatrix}}} és {\displaystyle B={\begin{bmatrix}3&4\\{\frac {1}{4}}&3\end{bmatrix}}} hasonlóak. A bázistranszformáció mátrix ebben az esetben {\displaystyle P={\begin{bmatrix}3&0\\1&4\end{bmatrix}}}.
{\displaystyle {\begin{aligned}B&=P^{-1}AP={\begin{bmatrix}{\frac {1}{3}}&0\\-{\frac {1}{12}}&{\frac {1}{4}}\end{bmatrix}}{\begin{bmatrix}2&3\\0&4\end{bmatrix}}{\begin{bmatrix}3&0\\1&4\end{bmatrix}}={\begin{bmatrix}3&4\\{\frac {1}{4}}&3\end{bmatrix}}\end{aligned}}}
- Rang
  - {\displaystyle \mathrm {rang} A=2}
  - {\displaystyle \mathrm {rang} B=2}
- Determináns
  - {\displaystyle \det A=2\cdot 4-3\cdot 0=8}
  - {\displaystyle \det B=3\cdot 3-4\cdot {\frac {1}{4}}=8}
- Nyom
  - {\displaystyle \mathrm {tr} A=2+4=6}
  - {\displaystyle \mathrm {tr} B=3+3=6}
- Karakterisztikus polinom
  - {\displaystyle p_{A}(t)=(2-t)(4-t)-3\cdot 0=t^{2}-6t+8}
  - {\displaystyle p_{B}(t)=(3-t)(3-t)-4\cdot {\frac {1}{4}}=t^{2}-6t+8}